# Ligia simoni
Ligia simoni là một loài chân đều trong họ Ligiidae. Loài này được Dollfus miêu tả khoa học năm 1893.